# Nazionale maschile di calcio a 5 dell'Argentina
La nazionale di calcio a 5 dell'Argentina è, in senso generale, una qualsiasi delle selezioni nazionali di Calcio a 5 della Asociación del Fútbol Argentino che rappresentano l'Argentina nelle varie competizioni ufficiali o amichevoli riservate a squadre nazionali. Salita alla ribalta come seconda forza del Sud America, l'albiceleste ha vinto tre Copa América (2003, 2015 e 2022) e nel 2016 la sua prima Coppa del Mondo.

## Palmarès

### Campionati mondiali
La selezione argentina ha partecipato a tutte le edizioni della Coppa del Mondo di calcio a 5. Nell'edizione inaugurale del torneo e in quella successiva, è stata eliminata al secondo turno, cui sono seguite altre due eliminazioni nelle fasi a gironi (primo turno nel 1996 e secondo turno nel 2000). Mella quinta, quella del 2004, è finalmente riuscita a raggiungere la fase a eliminazione diretta, dove però ha perso per 7-4 sia in semifinale contro l'Italia sia nella finalina contro il Brasile.
Dopo un'altra sfortunata eliminazione al secondo turno nel 2008 e un'altra ai quarti di finale nel 2012, il trionfo mondiale è arrivato nel 2016: dopo aver superato la fase a gironi, gli argentini battono l'Ucraina agli ottavi (1-0 ai supplementari), l'Egitto ai quarti (5-0), il Portogallo in semifinale (5-2) e la Russia nella finalissima (5-4). L'edizione successiva ha visto l'Argentina raggiungere per la seconda volta consecutiva la finale, venendo però stavolta sconfitta dal Portogallo per 1-2.

### Campionati sudamericani
La selezione argentina ha partecipato a tutte le edizioni della Copa América. Inizia arrivando seconda nell'edizione inaugurale del 1992 (valente come qualificazione per il mondiale dello stesso anno). In tutte le edizioni del torneo, l'Argentina ha quasi sempre raggiunto il podio, tranne nel 1998, dove ha raggiunto il quarto posto. Ha infine ottenuto la vittoria finale nel 2003 (a girone unico), nel 2015 (4-1 contro il Paraguay) e nel 2022 (1-0 sempre contro il Paraguay).

## Risultati nelle competizioni internazionali

### Campionato mondiale
| Anno   | Luogo         | Piazzamento      | Pd | V  | N | P  | GF  | GS  |
| ------ | ------------- | ---------------- | -- | -- | - | -- | --- | --- |
| 1989   | Paesi Bassi   | 2º turno         | 6  | 2  | 0 | 4  | 13  | 18  |
| 1992   | Hong Kong     | 2º turno         | 6  | 3  | 0 | 3  | 16  | 20  |
| 1996   | Spagna        | 1º turno         | 3  | 1  | 1 | 1  | 7   | 9   |
| 2000   | Guatemala     | 2º turno         | 6  | 2  | 0 | 4  | 16  | 19  |
| 2004   | Taipei cinese | 4º posto         | 8  | 4  | 1 | 3  | 21  | 18  |
| 2008   | Brasile       | 2º turno         | 7  | 3  | 3 | 1  | 19  | 12  |
| 2012   | Thailandia    | Quarti di finale | 5  | 3  | 0 | 2  | 18  | 9   |
| 2016   | Colombia      | Campione         | 7  | 6  | 1 | 0  | 26  | 11  |
| 2021   | Lituania      | Vicecampione     | 7  | 5  | 1 | 1  | 27  | 8   |
| 2024   | Uzbekistan    | Vicecampione     | 7  | 6  | 0 | 1  | 30  | 12  |
| Totale |               | 10/10            | 62 | 35 | 7 | 20 | 193 | 136 |

### Copa América
| Anno   | Luogo     | Piazzamento | Pd | V  | N  | P  | GF  | GS  |
| ------ | --------- | ----------- | -- | -- | -- | -- | --- | --- |
| 1992   | Brasile   | 2º posto    | 3  | 1  | 1  | 1  | 6   | 6   |
| 1995   | Brasile   | 2º posto    | 3  | 2  | 0  | 1  | 11  | 9   |
| 1996   | Brasile   | 3º posto    | 4  | 1  | 2  | 1  | 5   | 10  |
| 1997   | Brasile   | 2º posto    | 4  | 2  | 0  | 2  | 11  | 16  |
| 1998   | Brasile   | 4º posto    | 3  | 0  | 0  | 3  | 4   | 8   |
| 1999   | Brasile   | 3º posto    | 3  | 1  | 0  | 2  | 6   | 11  |
| 2000   | Brasile   | 2º posto    | 4  | 3  | 0  | 1  | 9   | 11  |
| 2003   | Paraguay  | Campione    | 5  | 4  | 1  | 0  | 21  | 9   |
| 2008   | Uruguay   | 3º posto    | 4  | 3  | 0  | 1  | 10  | 8   |
| 2011   | Argentina | 2º posto    | 5  | 3  | 1  | 1  | 20  | 11  |
| 2015   | Ecuador   | Campione    | 6  | 3  | 2  | 1  | 20  | 11  |
| 2017   | Argentina | 2º posto    | 6  | 4  | 1  | 1  | 26  | 9   |
| 2019   | Cile      | Cancellato  | -  | -  | -  | -  | -   | -   |
| 2022   | Paraguay  | Campione    | 6  | 4  | 2  | 0  | 12  | 9   |
| 2024   | Paraguay  | 2º posto    | 6  | 4  | 0  | 2  | 12  | 7   |
| Totale |           | 14/14       | 62 | 35 | 10 | 17 | 177 | 135 |

## Tutte le rose

### Coppa del Mondo
Coppa del Mondo di calcio a 5 FIFA 19891 Adolfo Fagúndez, 2 Luis López, 3 Germán Ocampo, 4 Eduardo Santamaria, 5 Fernando Lozano, 6 Gabriel Valarín, 7 Rodolfo Tin, 8 Hugo Castañeira, 9 Ramón Álvarez, 10 Nicolás Hidalgo, 11 Juan Ávalos, 12 Alberto Carfagna, CT: Vicente De Luise
Coppa del Mondo di calcio a 5 FIFA 19921 Alberto Carfagna, 2 Walter Fiele, 3 Walter Sposaro, 4 Gustavo Romero, 5 Rubén Sosa, 6 Fabio Giménez, 7 Pablo Parilla, 8 Juan Ávalos, 9 Mauricio Ferraris, 10 Marcelo Díaz, 11 Gabriel Valarín, 12 Fabián Socorro, CT: Vicente De Luise
Coppa del Mondo di calcio a 5 FIFA 19961 Javier Guisande, 2 Leandro Planas, 3 Sebastián Pacheco, 4 Diego Castañares, 5 Marcelo Scheave, 6 Daniel Dichiaro, 7 Pablo Parilla, 8 Carlos Sánchez, 9 Rodrigo Petillo, 10 Mariano Tallaferro, 11 Leonardo Magarelli, 12 Leonardo Ruiz, CT: Fernando Larrañaga
Coppa del Mondo di calcio a 5 FIFA 20001 Javier Guisande, 2 Leandro Planas, 3 Juan Pablo Segura, 4 Diego Giustozzi, 5 Carlos Sánchez, 6 Esteban González, 7 Augusto Mónaco, 8 Hernán Garcias, 9 Rodrigo Petillo, 10 Mariano Tallaferro, 11 Leonardo Magarelli, 12 José Mandayo, 13 Fernando Wilhelm, 14 Marcelo Giménez, CT: Fernando Larrañaga
Coppa del Mondo di calcio a 5 FIFA 20041 Javier Guisande, 2 Leandro Planas, 3 Martín Enríquez, 4 Diego Giustozzi, 5 Carlos Sánchez, 6 Gustavo Barbona, 7 Fernando Wilhelm, 8 Hernán Garcias, 9 Rodrigo Petillo, 10 Marcelo Giménez, 11 Esteban González, 12 Fernando Poggi, 13 Pablo Ranieri, 14 Cristian Bresciani, CT: Fernando Larrañaga
Coppa del Mondo di calcio a 5 FIFA 20081 Javier Guisande, 2 Leandro Planas, 3 Sebastián Corazza, 4 Diego Giustozzi, 5 Carlos Sánchez, 6 Fernando Wilhelm, 7 Maximiliano Rescia, 8 Hernán Garcias, 9 Matías Lucuix, 10 Marcelo Giménez, 11 Esteban González, 12 Santiago Elías, 13 Cristian Borruto, 14 Martín Amas, CT: Fabián López
Coppa del Mondo di calcio a 5 FIFA 20121 Santiago Elías, 2 Damián Stazzone, 3 Matías Lucuix, 4 Pablo Belsito, 5 Pablo Taborda, 6 Maximiliano Rescia, 7 Leandro Cuzzolino, 8 Hernán Garcias, 9 Cristian Borruto, 10 Martín Amas, 11 Santiago Basile, 12 Matías Quevedo, 13 Alamiro Vaporaki, 14 Alan Calo, CT: Fernando Larrañaga
Coppa del Mondo di calcio a 5 FIFA 20161 Nicolás Sarmiento, 2 Damián Stazzone, 3 Alamiro Vaporaki, 4 Gerardo Battistoni, 5 Maximiliano Rescia, 6 Fernando Wilhelm, 7 Leandro Cuzzolino, 8 Santiago Basile, 9 Cristian Borruto, 10 Constantino Vaporaki, 11 Alan Brandi, 12 Matías Quevedo, 13 Guido Mosenson, 14 Pablo Taborda, CT: Diego Giustozzi
Coppa del Mondo di calcio a 5 FIFA 20211 Nicolás Sarmiento, 2 Damián Stazzone, 3 Ángel Claudino, 4 Lucas Bolo, 5 Maximiliano Rescia, 6 Sebastián Corso, 7 Leandro Cuzzolino, 8 Santiago Basile, 9 Cristian Borruto, 10 Constantino Vaporaki, 11 Alan Brandi, 12 Lucas Farach, 13 Guido Mosenson, 14 Pablo Taborda, 15 Andrés Santos, 16 Matías Edelstein, CT: Matías Lucuix

### Copa América
Copa América 20031 Javier Guisande, 2 Leandro Planas, 3 Martín Enríquez, 4 Diego Giustozzi, 5 Carlos Sánchez, 6 Fernando Wilhelm, 7 Gustavo Barbona, 8 Hernán Garcias, 9 Rodrigo Petillo, 10 Marcelo Giménez, 11 Esteban González, 12 José Mandayo, CT: Fernando Larrañaga
Copa América 20081 Javier Guisande, 2 Leandro Planas, 3 Sebastián Corazza, 4 Diego Giustozzi, 5 Carlos Sánchez, 6 Fernando Wilhelm, 7 Maximiliano Rescia, 8 Hernán Garcias, 9 Matías Lucuix, 10 Marcelo Giménez, 11 Esteban González, 12 Santiago Elías, 13 Lucas Maina, 14 Martín Amas, CT: Fernando Larrañaga
Copa América 20111 Santiago Elías, 2 Leandro Planas, 3 Alamiro Vaporaki, 4 Pablo Taborda, 5 Maximiliano Rescia, 6 Pablo Belsito, 7 Leandro Cuzzolino, 8 Santiago Basile, 9 Cristian Borruto, 10 Martín Amas, 11 Lucho González, 12 Juan Bottinelli, 13 Esteban Arellano, 14 Gabriel Fafasuli, CT: Fernando Larrañaga
Copa América 20151 Javier López, 2 Damián Stazzone, 3 Alamiro Vaporaki, 4 Lucas Bolo, 5 Mauro Taffarel, 6 Matías Kruger, 7 Lucho González, 8 Santiago Basile, 10 Constantino Vaporaki, 11 Gonzalo Abdala, 12 Matías Quevedo, 14 Sebastián Corso, CT: Diego Giustozzi
Copa América 20171 Nicolás Sarmiento, 2 Damián Stazzone, 3 Alamiro Vaporaki, 4 Mauro Taffarel, 5 Maximiliano Rescia, 6 Fernando Wilhelm, 7 Leandro Cuzzolino, 8 Santiago Basile, 9 Cristian Borruto, 10 Constantino Vaporaki, 11 Matías Rosa, 12 Guido Mosenson, 13 Ángel Claudino, 14 Eduardo Villalva, CT: Diego Giustozzi
Copa América 20221 Nicolás Sarmiento, 2 Andrés Geraghty, 3 Ángel Claudino, 4 Lucas Bolo, 5 Maximiliano Rescia, 6 Sebastián Corso, 7 Leandro Cuzzolino, 8 Matías Edelstein, 9 Cristian Borruto, 10 Constantino Vaporaki, 11 Alan Brandi, 12 Matías Starna, 13 Matías Rosa, 14 Pablo Taborda, CT: Matías Lucuix

## Rosa
Aggiornata alle convocazioni per la Coppa del Mondo 2021

Allenatore: Matías Lucuix
| N. | Pos. | Giocatore            | Data di nascita/Età        | Squadra       |
| -- | ---- | -------------------- | -------------------------- | ------------- |
| 1  | POR  | Nicolás Sarmiento    | 3 dicembre 1992 (28 anni)  | Betis         |
| 2  | DIF  | Damián Stazzone      | 31 gennaio 1986 (35 anni)  | C.M.B.        |
| 3  | LAT  | Ángel Claudino       | 8 dicembre 1995 (25 anni)  | S10 Saragozza |
| 4  | LAT  | Lucas Bolo           | 12 marzo 1992 (29 anni)    | Italservice   |
| 5  | DIF  | Maximiliano Rescia   | 29 ottobre 1987 (33 anni)  | Levante       |
| 6  | LAT  | Sebastián Corso      | 12 febbraio 1992 (29 anni) | SC García     |
| 7  | LAT  | Leandro Cuzzolino    | 21 maggio 1987 (34 anni)   | Italservice   |
| 8  | LAT  | Santiago Basile      | 25 luglio 1988 (33 anni)   | C.M.B.        |
| 9  | LAT  | Cristian Borruto     | 7 maggio 1987 (34 anni)    | Italservice   |
| 10 | LAT  | Constantino Vaporaki | 6 gennaio 1990 (31 anni)   | Meta Catania  |
| 11 | PIV  | Alan Brandi          | 24 novembre 1987 (33 anni) | Jaén          |
| 12 | POR  | Lucas Farach         | 3 ottobre 1991 (29 anni)   | Kimberley     |
| 13 | POR  | Guido Mosenson       | 7 marzo 1989 (32 anni)     | Boca Juniors  |
| 14 | DIF  | Pablo Taborda        | 3 settembre 1986 (35 anni) | Italservice   |
| 15 | PIV  | Andrés Santos        | 7 dicembre 1988 (32 anni)  | C.M.B.        |
| 16 | LAT  | Matías Edelstein     | 18 giugno 1992 (29 anni)   | Hebraica      |